# Sigurd I.

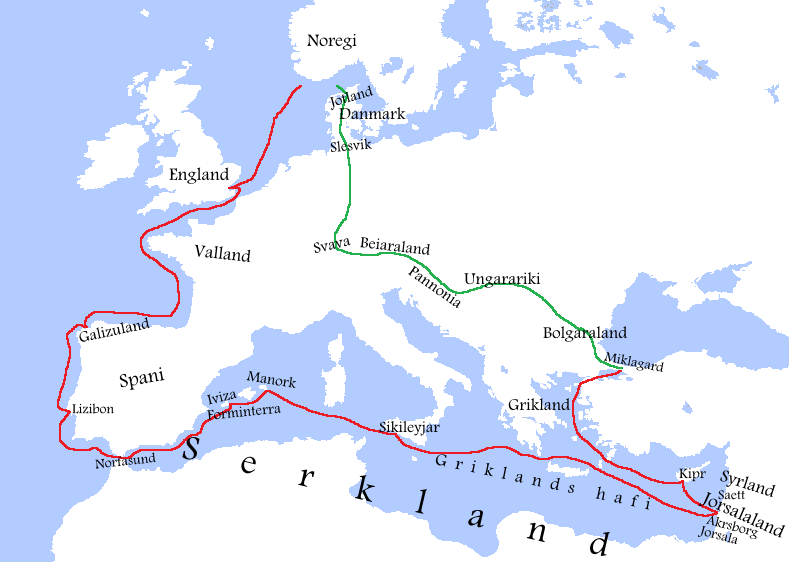
Sigurds „norwegischer Kreuzzug“ 1107–10: Hinreise rot, Rückreise grün

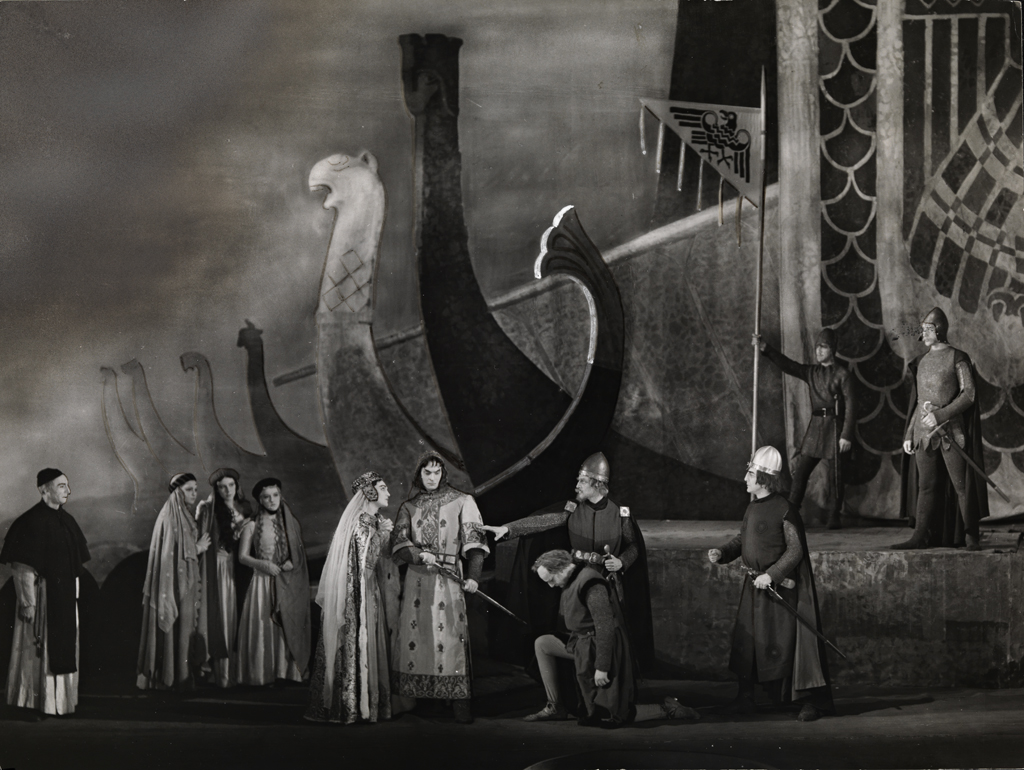
Sigurd und Königin Malmfrid (Szene des Nationaltheaters, 1932)

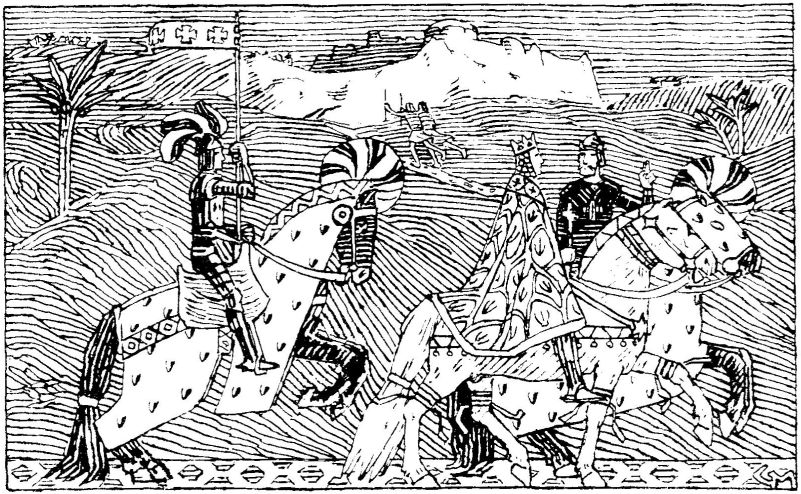
Sigurd trifft König Balduin von Jerusalem am Jordan (Darstellung vom Ende des 19. Jahrhunderts)

Sigurd I., genannt der Jerusalemfahrer (altwestnord. Sigurðr Jórsalafari, * um 1090; † 26. März 1130 in Oslo), war König von Norwegen und der Isle of Man.

## Leben
Sigurd war der Sohn von Magnus Barfuß. Er wurde mit seinen Brüdern, dem älteren Eystein und dem erst vierjährigen Olaf, 1103 König, nachdem ihr Vater in Irland gefallen war. Zuvor war er um 1098 durch den Vater als Jarl von Orkney eingesetzt worden, das er 1103 den legitimen Erben zurückgab.
Im Jahre 1107 lief der damals 17-jährige König mit einer großen Flotte (angeblich 60 Schiffe) aus, um im Rahmen des Norwegischen Kreuzzuges als erster König am zweiten Teil des Ersten Kreuzzugs teilzunehmen. Er brauchte drei Jahre für die Fahrt, wobei er in England, Galicien und Sizilien überwinterte. Unterwegs kämpfte er gegen die andalusischen Mauren. 1110 kam er in Akkon an. In Palästina wurde er von König Balduin empfangen, badete im Jordan, besuchte die heiligen Stätten und nahm an der Belagerung und Eroberung Sidons teil. Aus Jerusalem brachte er einen Splitter des Heiligen Kreuzes mit, ein Geschenk des Königs von Jerusalem. Auf dem Rückweg besuchte er 1111 Konstantinopel, von wo er auf dem Landweg in die Heimat zurückkehrte.
Eystein gab die von 1107 bis 1111 genossene Unabhängigkeit nur widerwillig auf, teilte aber die Regierung in den folgenden Jahren mit Sigurd. Olaf, der Jüngste, starb bereits mit 17, wohl ohne je an der Regierung beteiligt worden zu sein. Nach dem Tod seines Bruders Eystein im Jahr 1123 war Sigurd Alleinherrscher von Norwegen. Er widmete sich der Festigung der Kirche, führte in seinen Ländern den Kirchenzehnten ein und gründete unter anderem das Bistum Garðar für Grönland. Der Heimskringla zufolge unterwarf er 1123 Småland.
In seinen letzten Regierungsjahren litt Sigurd Jorsalafari unter einer Geisteskrankheit, die ihn rastlos und gewalttätig werden ließ.
Kurz vor seinem Tod erschien Harald Gille aus Irland und behauptete, ein Sohn von Magnus Barfuß und ein Bruder Sigurds zu sein. 1129 legte er in Sem erfolgreich die Eisenprobe zum Beweis ab. Sigurd erkannte Harald als Bruder an und ordnete an, dass das Volk ihm ebenfalls huldigen solle. Harald musste aber geloben, zu Lebzeiten von Sigurd und seinem Sohn Magnus den Thron nicht zu beanspruchen. Nach seinem Tod brach zwischen Harald und Magnus dennoch der Streit um den Thron aus, der in einen langwierigen Bürgerkrieg mündete.
Am 26. März 1130 starb Sigurd in Oslo und bekam in der Südmauer der neugebauten Hallvardskirche seine Grablege.

## Ehen und Nachkommen
Im Jahr 1102 war Sigurd im Alter von neun Jahren mit der fünfjährigen Bjadmynja, der Tochter des Hochkönigs von Irland Muirchertach MacToirdelbach, verlobt worden. Das Eheversprechen war nach Magnus’ Tod 1103 hinfällig und wurde wieder aufgehoben.
Um 1117 heiratete er in erster Ehe Malmfred, die Tochter von Mstislav I. von Nowgorod und Kristina Ingesdotter aus Schweden. Mit ihr hatte er eine Tochter:
- Kristin Sigurdsdatter (* 1125; † 1178) ⚭ 1155 Erling Ormson († 1179)

Malmfred wurde 1128 von Sigurd verstoßen. Im selben Jahr heiratete er in zweiter Ehe und gegen den Protest der Bischöfe von Bergen und Stavanger Cäcilia, die Tochter eines einflussreichen Adligen.
Sein einziger Sohn und Nachfolger, der um 1115 geborene Magnus, entstammte einer außerehelichen Beziehung mit Borghild Olavsdatter, der Tochter eines wohlhabenden freien Bauern.

## Künstlerische Rezeption
Bjørnstjerne Bjørnson verfasste 1872 ein Schauspiel Sigurd Jorsalfar, zu dem Edvard Grieg die Schauspielmusik op. 22 komponierte.